# 本渡市立宮地岳中学校
本渡市立宮地岳中学校（ほんどしりつみやじだけちゅうがっこう）熊本県本渡市（現・天草市）にあった公立中学校。

## 概要
- 人口の減少に供なって廃校になった。
- 亀川・楠浦・宮地岳中学校が統合され稜南中学校が開校する。

## 沿革
- 1947年（昭和22年） - 宮地岳村立宮地岳中学校開校
- 1957年（昭和32年） - 本渡市立宮地岳中学校と改称
- 1978年（昭和53年）2月 - 宮地岳中学校体育館完成
- 1995年（平成7年）3月 - 宮地岳中学校廃校

## 補足事項
- 現在は校舎を撤去され九州電力の技術訓練場となっている。

## 学校周辺
- 宮地岳神社